# Соколов, Борис Александрович (инженер-конструктор)
Борис Александрович Соколов (14 мая 1923, Харьков — 22 июня 2025) — советский учёный, профессор, доктор технических наук, Заслуженный деятель науки РФ, соратник С. П. Королёва.

## Биография
Родился в 1923 году в Харькове в семье инженера-конструктора Александра Яковлевича Соколова (1897—1991). Член КПСС. В 1947 году окончил Институт № 2 МАИ.
В 1946—1953 годах работал в НИИ-1 инженером, инженером-конструктором, старшим инженером-конструктором, и. о. начальника сектора. С 1953 года работал в ОКБ-1 (РКК «Энергия»): в 1953—1966 годах — заместитель начальника сектора, начальник сектора ОКБ-1, в 1966—1994 годах — начальник отдела, заместитель руководителя комплекса, руководитель комплекса Головного КБ НПО «Энергия». Участвовал в разработке двигателей и криогенных систем комплекса с МБР Р-7 и её космических модификаций, принимал участие в создании ЖРД 8Д714 для блока Е третьей ступени, двигателей для блоков И и Л 3-й и 4-й ступеней.
Принимал участие в отработке космических кораблей «Восток» и «Восход», их ракетоносителя в части двигательной установки, в разработке двигателей и криогенных систем при создании комплекса с МБР Р-9: руководил созданием системы переохлаждения, длительного хранения и скоростной заправки ракеты переохлаждённым жидким кислородом. Участвовал в создании ЖРД 8Д726 для глобальной ракеты ГР-1, ЖРД 11Д58М для блока ДМ в рамках программ Л1 и Н1-Л3 пилотируемых полётов к Луне, в создании для орбитального корабля «Буран» объединённой двигательной установки на основе ЖРД 11Д58М и бортовой энергоустановки на основе кислородно-водородных топливных элементов.
Руководил работами по созданию энергоустановок на топливных элементах для стационарных инженерных и социально-бытовых сооружений, для автомобильного, железнодорожного и морского транспорта, в том числе для автомобилей «ВАЗ» — экспериментальных легковых автомобилей «АНТЭЛ-1» и «АНТЭЛ-2».
В 1994—2003 годах — заместитель генерального конструктора — руководитель научно-технического центра — директор программ РКК «Энергия», в 2003—2004 годах — директор программ — научный руководитель научно-технического центра, в 2004—2007 годах — директор программ, с 2007 года — советник президента РКК «Энергия» им. С. П. Королёва.
Автор публикаций по реактивным космическим двигателям, всего написал более 200 научных трудов.
В 1996 году был удостоен звания Заслуженного деятеля науки РФ.
Кандидат технических наук (1959), доктор технических наук (1975), профессор (1994).

## Награды и премии
- Лауреат Ленинской премии (1960).
- Лауреат Государственной премии СССР (1983).
- Лауреат премии Правительства РФ в области науки и техники (2002).

Награждён орденами Ленина (1990), Трудового Красного Знамени (1956, 1957, 1971), медалями.
Жил в Москве.